# Андре Алмейда
Андре Гоміш Магальяйнш де Алмейда (порт. André Gomes Magalhães de Almeida; нар. 9 жовтня 1990, Лісабон) — португальський футболіст, захисник «Бенфіки» та національної збірної Португалії.
Чемпіон Португалії. Володар Кубка Португалії.

## Клубна кар'єра
Народився 9 жовтня 1990 року в місті Лісабоні. Вихованець футбольної школи клубу «Белененсеш». Дорослу футбольну кар'єру розпочав 2008 року в основній команді того ж клубу, в якій провів три сезони, взявши участь у 42 матчах чемпіонату.
Своєю грою за цю команду привернув увагу представників тренерського штабу «Бенфіки», до складу якого приєднався влітку 2011 року, втім відразу ж був відданий в оренду до клубу «Уніан Лейрія».
У грудні 2011 «Бенфіка» повернула молодого гравця з оренди, і він поступово почав залучатися до матчів головної команди лісабонського клубу.

## Виступи за збірні
2008 року дебютував у складі юнацької збірної Португалії, взяв участь у 4 іграх на юнацькому рівні.
Протягом 2010—2012 років залучався до складу молодіжної збірної Португалії. На молодіжному рівні зіграв у 21 офіційному матчі, забив 2 голи.
2013 року дебютував в офіційних матчах у складі національної збірної Португалії. Наразі провів у формі головної команди країни 2 матчі.
2014 року був включений до заявки збірної на тогорічний чемпіонат світу у Бразилії.

## Титули і досягнення
- Чемпіон Португалії (5):

«Бенфіка»: 2013–14, 2014–15, 2015–16, 2016–17, 2018–19
- Володар Кубка Португалії (2):

«Бенфіка»: 2013–14, 2016-17
- Володар Кубка португальської ліги (4):

«Бенфіка»: 2011–12, 2013–14, 2014–15, 2015–16
- Володар Суперкубка Португалії (4):

«Бенфіка»: 2014, 2016, 2017, 2019